# Zapardiel

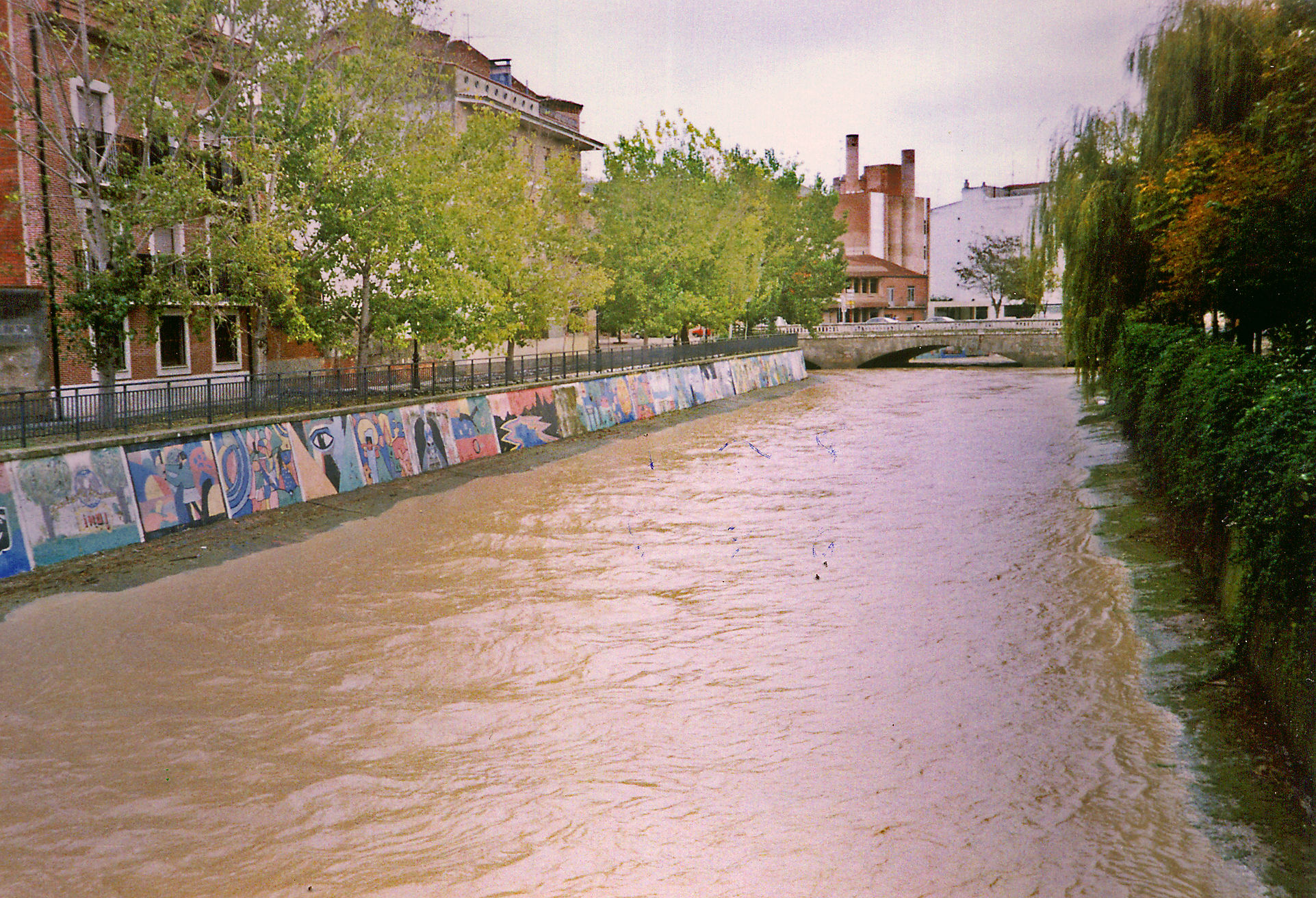
L'última crescuda del riu Zapardiel l'any 1997

El Zapardiel és un riu espanyol tributari del Duero, d'antic poblament i llarga història tot i el seu escàs cabal i contaminació, almenys en una bona part del seu recorregut, que afecta a les províncies d'Àvila (on neix) i Valladolid (on mor). S'especula, encara que no hi ha proves referent, que el nom pogués procedir de l'hebreu «Tspardelh» que, en castellà, significaria «riu de granotes» (el vocable hagué de passar als musulmans de la regió, que també van donar nom a Medina del Campo). En castellà antic, el nom derivaria a Çapardielo i d'aquí, perdent la «o» final a la denominació actual. Malgrat el seu estat actual, Miguel de Cervantes esmenta aquest riu en la seva obra Viatge del Parnàs, tot dient: «Zapardiel, famós per la seva pesca».